# تیتو اوکلو (بازیکن فوتبال)
تیتو اوکلو (انگلیسی: Tito Okello؛ زادهٔ ۷ ژانویهٔ ۱۹۹۶) بازیکن فوتبال اهل سودان جنوبی است که در پست مهاجم برای تیم ملی سودان بازی می‌کند.